# Stargate Orígenes
Stargate Orígenes (abreviado como SGO) es una serie web estadounidense perteneciente al género de ciencia ficción y aventura y parte de la franquicia de Metro-Goldwyn-Mayer Stargate. La serie se basa en la película de ciencia ficción de 1994 Stargate de Dean Devlin y Roland Emmerich y es una secuela de Stargate SG-1. Fue anunciada el 20 de julio de 2017 en la San Diego Comic Con como parte de la 'celebración del vigésimo aniversario de la serie de TV Stargate SG-1. La serie consta de 10 episodios de entre 8 y 14 minutos de duración cada uno, siendo esencialmente una película dividida en 10 episodios. La misma expande la mitología existente de la Franquicia de Stargate. Stargate Orígenes se estrenó con 3 episodios el 14 de febrero de 2018 en el servicio de suscripción Stargate Command de MGM. Una versión de 104 minutos de duración titulada Stargate Origins: Catherine fue estrenada el 19 de junio de 2018 para la venta digital en todo el mundo en formatos SD, HD y 4K. Esta versión incluye mejor sonido, efectos visuales mejorados, una nueva secuencia de títulos y subtítulos en 12 idiomas.

## Argumento
Una joven Catherine Langford se embarca en una aventura para descubrir el misterio de la Puerta Estelar. Catherine y su padre examinan la puerta en un almacén cerca de Giza. Los nazis los toman como rehenes y les revelan que saben cómo usar la puerta y obligan al profesor Langford a atravesar la puerta con ellos. Catherine domina al guardia encargado de retenerla y busca la ayuda de sus amigos, el Capitán James Beal y Wasif, convenciéndolos para cruzar la puerta con ella para así rescatar a su padre.

## Reparto
- Ellie Gall como Catherine Langford[3]
- Connor Trinneer como el Profesor Paul Langford,[4][5] padre de Catherine y el hombre que encontró el Stargate en una excavación en Giza.
- Aylam Orian como el Dr. Wilhelm Brücke, el oficial nazi de alto rango, ocultista y antagonista principal de la serie.[6][7]
- Philip Alexander como el capitán James Beal, oficial británico estacionado en Egipto.[4]
- Shvan Aladdin como Wasif, un egipcio nativo, y un teniente en el ejército británico.[4]
- Daniel Rashid como Kasuf.
- Salome Azizi como Aset.
- Michelle Jubilee Gonzalez como Serqet.
- Sarah Navratil como Eva Reinhard.
- Tonatiuh Elizarraraz como Motawk.
- Derek Chariton como Heinrich.
- Justin Michael Terry como Gunter.
- Lincoln Werner Hoppe como Stefan.
- Ghadir Mounib como Renisenb.

## Producción
La serie de 10 episodios fue anunciada en la ComiCon de julio de 2017 en conjunto con el nuevo servicio de streaming, Stargate Command. La serie es protagonizada por el personaje Catherine Langford y sería producida por MGM's Digital Group y New Form, quienes también se encargarían del desarrollo y producción. La filmación estaba planeada para comenzar en agosto de 2017. En agosto de 2018, MGM's Digital Group formó United Artists Digital Studios para producir series como Stargate Origins.

## Episodios
Los primeros tres episodios fueron publicados en el servicio de streaming 'Stargate Command' el 15 de febrero de 2018 mientras que los tres últimos debutaron el 8 de marzo del mismo año.
En marzo de 2018 se anunció una edición en película de los diez episodios en 4K Ultra HD.
| N.º | Título        | Dirigido por          | Escrito por                          | Fecha de emisión original |
| --- | ------------- | --------------------- | ------------------------------------ | ------------------------- |
| 1   | «Episodio 1»  | Mercedes Bryce Morgan | Mark Ilvedson y Justin Michael Terry | 14 de febrero de 2018     |
| 2   | «Episodio 2»  | Mercedes Bryce Morgan | Mark Ilvedson y Justin Michael Terry | 14 de febrero de 2018     |
| 3   | «Episodio 3»  | Mercedes Bryce Morgan | Mark Ilvedson y Justin Michael Terry | 14 de febrero de 2018     |
| 4   | «Episodio 4»  | Mercedes Bryce Morgan | Mark Ilvedson y Justin Michael Terry | 22 de febrero de 2018     |
| 5   | «Episodio 5»  | Mercedes Bryce Morgan | Mark Ilvedson y Justin Michael Terry | 22 de febrero de 2018     |
| 6   | «Episodio 6»  | Mercedes Bryce Morgan | Mark Ilvedson y Justin Michael Terry | 1 de marzo de 2018        |
| 7   | «Episodio 7»  | Mercedes Bryce Morgan | Mark Ilvedson y Justin Michael Terry | 1 de marzo de 2018        |
| 8   | «Episodio 8»  | Mercedes Bryce Morgan | Mark Ilvedson y Justin Michael Terry | 8 de marzo de 2018        |
| 9   | «Episodio 9»  | Mercedes Bryce Morgan | Mark Ilvedson y Justin Michael Terry | 8 de marzo de 2018        |
| 10  | «Episodio 10» | Mercedes Bryce Morgan | Mark Ilvedson y Justin Michael Terry | 8 de marzo de 2018        |